# Адобогиона (жена Брогитара)
Адобогиона (I век до н. э.) — жена галатского правителя трокмов Брогитара.
О жене галатского правителя трокмов Брогитара Адобогионе известно из посвятительного декрета на статуе из храма Геры в Пергаме. По оценке К. Стробеля, он датируется между 63 и 58 годами до н. э. Ранее некоторые исследователи, например, М. И. Ростовцев, отождествляли эту Адобогиону с её тёзкой — сестрой Брогитара и матерью Митридата Пергамского.
Она была дочерью тетрарха толистобогиев Деойтара. Другая его дочь была выдана замуж за Кастора Таркондария. Как отметил, Р. Сайм, заключенные династические союзы не исключали интриг и раздоров. Сайм не исключил, что после смерти Брогитара Адобогиона стала женой Кастора — сына Кастора Таркондария. По мнению же Стробеля, женой этого Кастора была дочь Адобогионы, носившая то же имя.